# Stann Creek West
Stann Creek West – jednomandatowy okręg wyborczy w wyborach do Izby Reprezentantów, niższej izby parlamentu Belize. Obecnym reprezentantem tego okręgu jest polityk Zjednoczonej Partii Ludowej Rodwell Ferguson.
Okręg Stann Creek West znajduje się dystrykcie Stann Creek w południowo-wschodniej części kraju.
Utworzony został w roku: 1961 jako Stann Creek Rural.

## Posłowie
| Rok   | Poseł            |  | Partia |
| ----- | ---------------- |  | ------ |
| 1984  | David McKoy      |  | PUP    |
| 1989  | Melvin Hulse     |  | UDP    |
| 1993  | Melvin Hulse     |  | UDP    |
| 1998  | Henry Canton     |  | PUP    |
| 2003  | Rodwell Ferguson |  | PUP    |
| 2008. | Melvin Hulse     |  | UDP    |
| 2012  | Rodwell Ferguson |  | PUP    |